# BMC (biciclette)
La BMC Switzerland AG (abbreviazione di Bicycle Manufacturing Company) è un'azienda svizzera produttrice di bici da corsa, biciclette da passeggio, mountain bike e componenti per biciclette.

## Storia
Nel 1986, l'americano Bob Bigelow fonda la BMC come un assemblatore e distributore all'ingrosso di biciclette Raleigh. Dopo aver perso la licenza di distributore, Bigelow inizia a costruire biciclette con il nuovo marchio BMC, ma rimane un marchio di nicchia. Nel 2001, l'azienda cambia strategia, concentrandosi maggiormente su investimenti in ingegneria e design.
Nel 2002 BMC comincia a sviluppare la sua linea di biciclette da corsa per la Phonak Cycling Team. Nel 2007 BMC diventa main sponsor del team statunitense BMC Racing Team. Da quel momento BMC fa la storia del ciclismo su strada, in quanto corridori che guidano le biciclette della casa svizzera vincono il Tour de France, i campionati del mondo, il Tour de Romandie, la Tirreno-Adriatico, il Tour de Wallonie, la Parigi-Tours, il Critérium International e molti altri eventi di alto profilo. Nel 2015, il ciclista australiano Rohan Dennis ha battuto il record dell'ora su un BMC.